# Episparis liturata
Episparis liturata är en fjärilsart som beskrevs av Fabricius 1787. Episparis liturata ingår i släktet Episparis och familjen nattflyn. Inga underarter finns listade i Catalogue of Life.